# Campinaçu
Campinaçu là một đô thị thuộc bang Goiás, Brasil. Đô thị này có diện tích 1974,367 km², dân số năm 2007 là 3133 người, mật độ 1,6 người/km².